# Nocera Superiore
Pour les articles homonymes, voir Nocera.
Nocera Superiore est une commune italienne de la province de Salerne, dans la région Campanie.
Son histoire, jusqu'en 1851, est commune avec celle de la voisine Nocera Inferiore : les deux villes ont une origine commune et ont toujours fait partie d'une seule communauté. 

## Administration
| Période | Période  | Identité               | Étiquette     | Qualité |
| ------- | -------- | ---------------------- | ------------- | ------- |
| 2019    | En cours | Giovanni Maria Cuofano | liste civique |         |

### Hameaux
Pucciano, Pareti, San Pietro, Pecorari, San Clemente, Materdomini, Croce Malloni, Starza, Porta Romana, Taverne.

### Communes limitrophes
Cava de' Tirreni, Nocera Inferiore, Roccapiemonte, Tramonti.

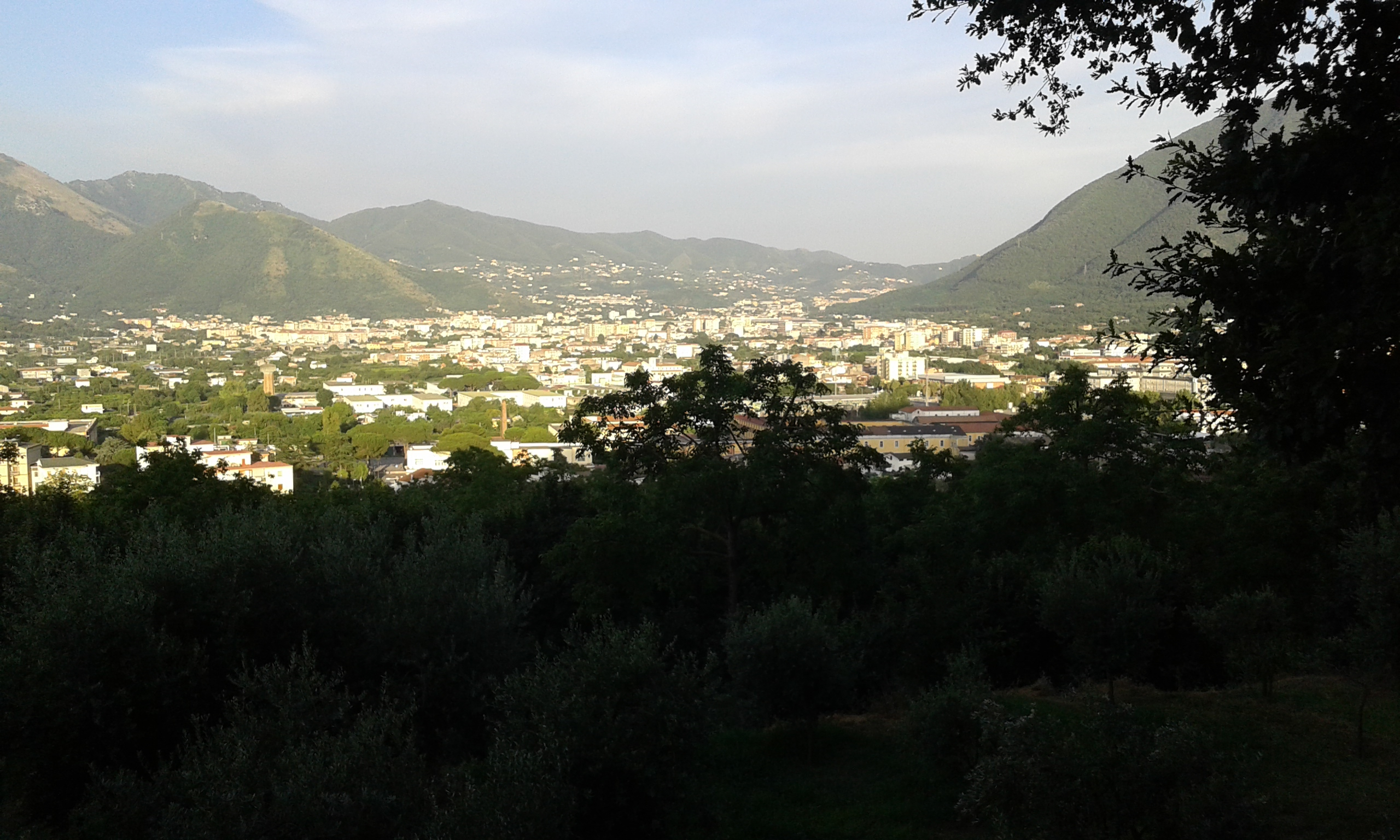
Panorama sur la ville et son environnement.

## Monuments
- Le baptistère paléochrétien de Santa Maria Maggiore (également appelé La Rotonda), datant de la seconde moitié du VIe siècle, qui devait être attenant à la première cathédrale disparue du diocèse de Nocera.
- La ville abrite une trentaine d'églises dont une basilique-sanctuaire (Santa Maria Materdomini), les églises paroissiales Saint-Michel-Archange, Saint-Barthélemy à Pareti et Marie-Très-Sainte-de-Constantinople. Une autre église est attachée au couvent franciscain (Santa Maria degli Angeli).
- Théâtre romain d'influence hellénistique de Pareti, du IIe siècle av. J.-C., l'un des plus grands de Campanie.
- Route médiévale d'Uscioli.
- Zone archéologique de Pizzone, Nécropole de Nuceria Alfaterna.

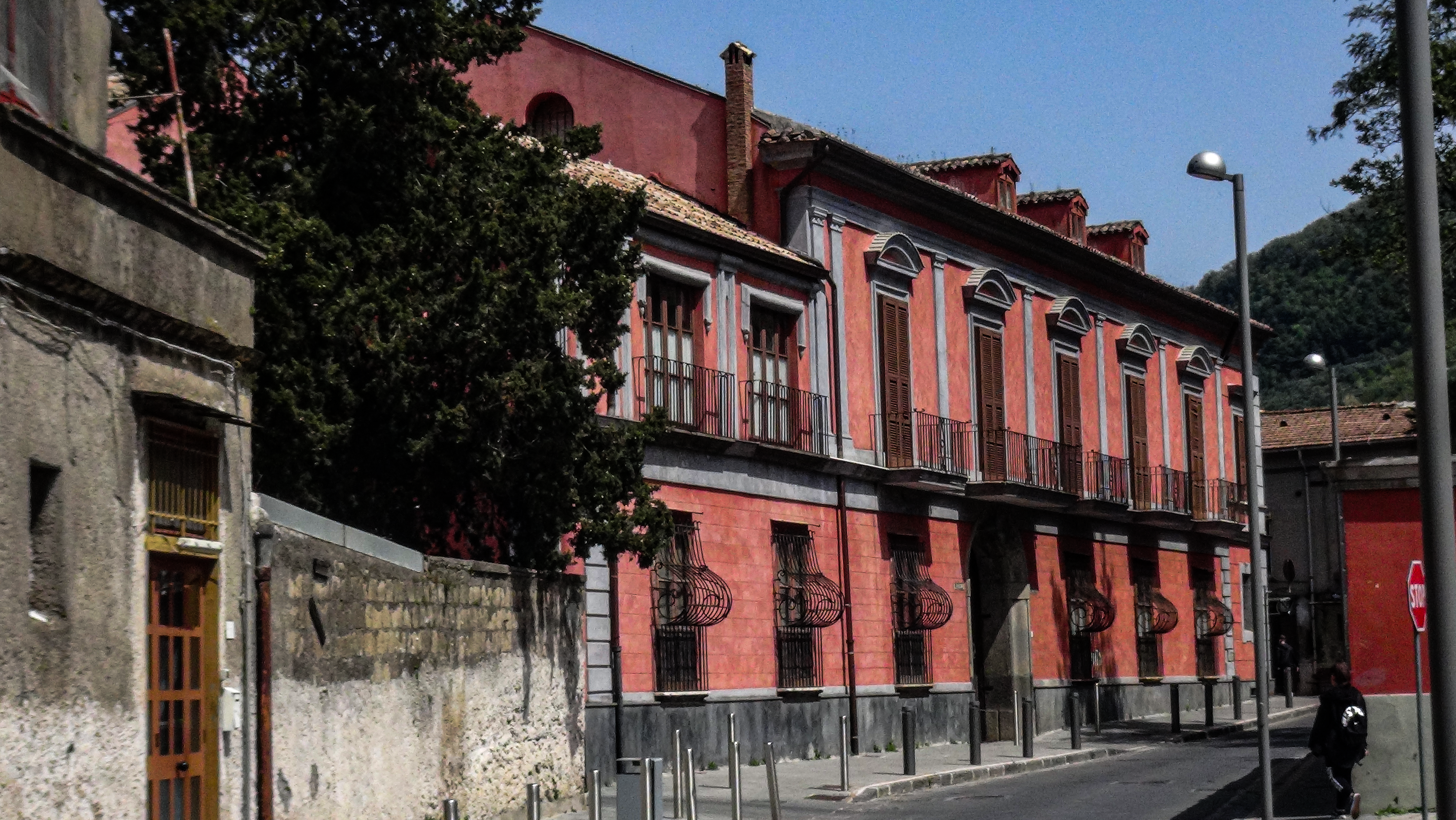
Le palais Lanzara.
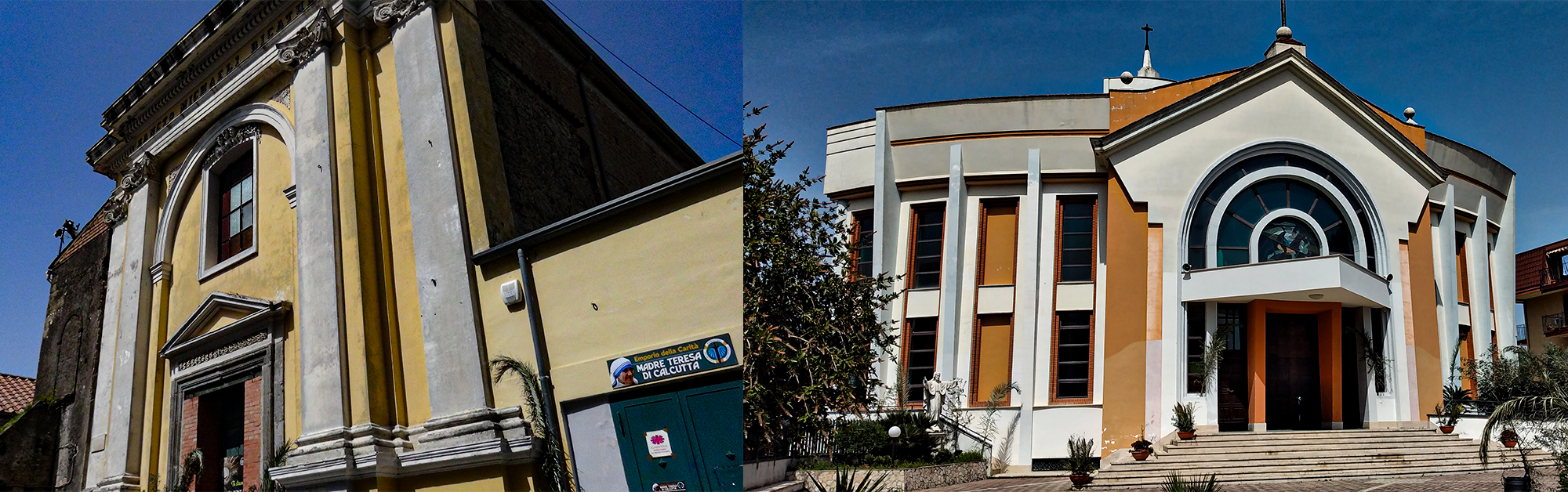
Ancienne et nouvelle église de San Michele (XVIe-XXIe siècles).

### Articles liés
- Baptistère paléochrétien de Santa Maria Maggiore (it)